# René Louis Hamoir
Pour les articles homonymes, voir Hamoir.
René Louis Hamoir, né le 13 juillet 1812 à Valenciennes (Nord) et décédé le 20 janvier 1881 à Maubeuge (Nord), est un homme politique français.

## Biographie
Directeur de haut-fourneau, il est député du Nord de 1866 à 1870, siégeant dans la majorité soutenant le Second Empire.
En 1848, il épouse Emilie Marchant, fille de Antoine Philibert Marchant, Sénateur du Nord et président du Conseil général du Nord.

## Sources
- « René Louis Hamoir », dans Adolphe Robert et Gaston Cougny, Dictionnaire des parlementaires français, Edgar Bourloton, 1889-1891 [détail de l’édition]